# Phragmipedium caricinum
Phragmipedium caricinum é uma espécie de orquídea terrestre, família Orchidaceae, que habita a Bolívia e Rondônia, no Brasil.